# آکومولاتور هیدرولیک

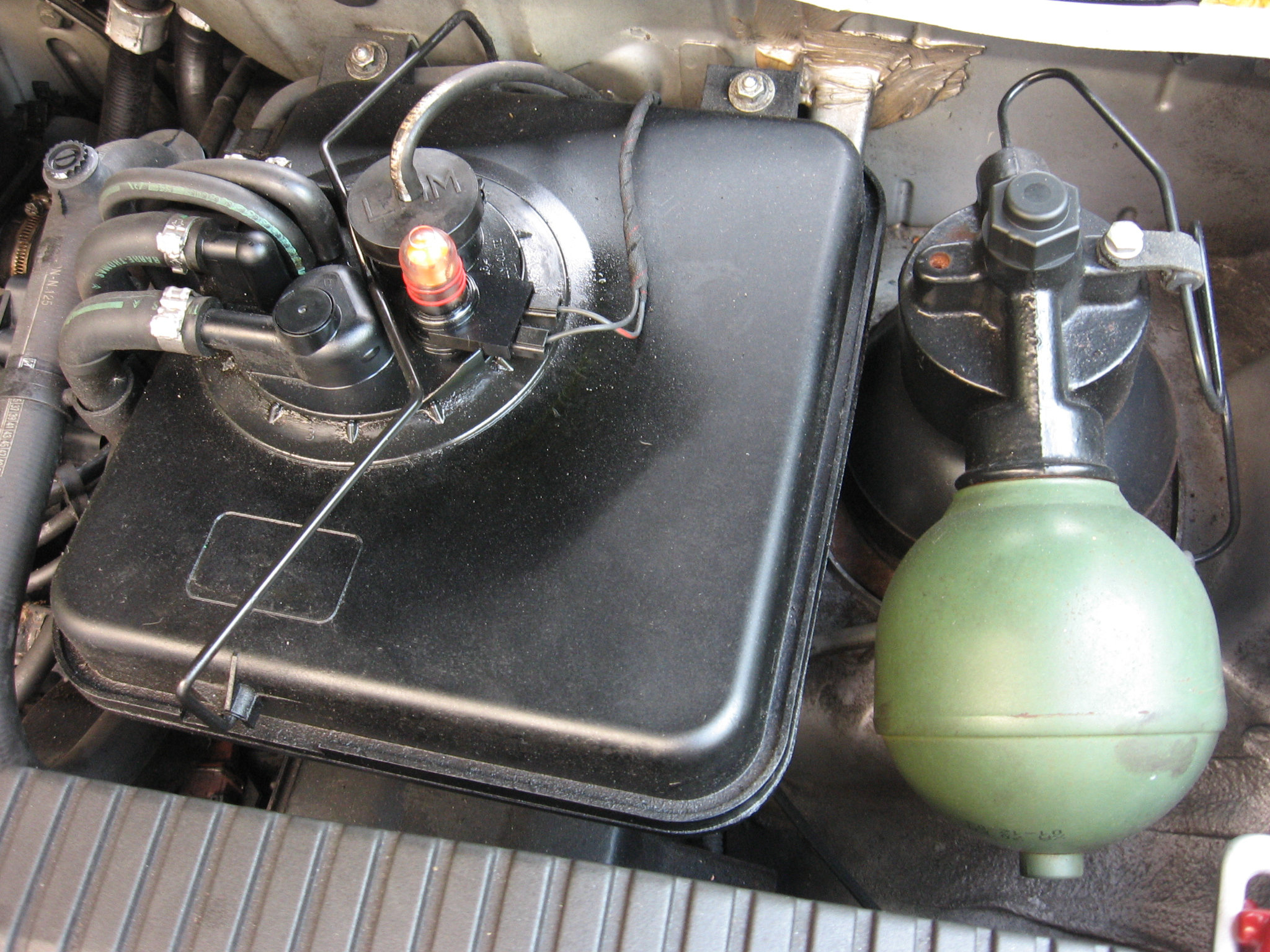
قطعه سبز زنگ، آکومولاتور سیستم تعلیق یک خودروی زانتیا است.

آکومولاتور (به انگلیسی: Accumulator) یا مخزن جمع‌کننده یا انباره در هیدرولیک وسیله‌ای است که با ذخیره سیالِ تحتِ فشار، انرژی را در یک سامانه هیدرولیکی ذخیره می‌کند.

یک پویانمایی که عملکرد یک آکومولاتور را نشان می‌دهد. سمت چپِ دیافراگم، سیال هیدرولیک و در سمت راست آن گاز قرار دارد.

رایج‌ترین کاربرد یک آکومولاتور در یک سامانه هیدرولیک، پشتیبانی از شدت جریان خروجی یک پمپ (دبی) و ادامه این جریان برای مدت کوتاهی پس از قطع جریان پمپ می‌باشد. در بیشتر موارد برای تحت فشار قرار دادن سیال هیدرولیکی در آکومولاتور از یک گاز تحت فشار استفاده می‌شود.
در حقیقت آکومولاتورها در شرایطی که سامانه پرفشار باشد شارژ می‌شوند و وقتی که فشار سامانه کم باشد، فشار ذخیره‌شده خود را در مدار تخلیه می‌کنند.
آکومولاتورها نمی‌توانند جریانی پیوسته و با فشاری ثابت به سامانه ارسال کنند. دلیل این امر افت فشار سیال هیدرولیک پس از خروج از آکومولاتور است.

## انواع آکومولاتور
انواع آکومولاتورهای هیدرولیک را می‌توان این‌گونه دسته‌بندی کرد:
|        |  |                |  |      |
| وزنه‌ای |  | گازی (یک‌قسمتی) |  | فنری |

1. گازی:[انگلیسی ۱] اساس کار ایجاد فشار به سیال با کمک یک گاز است.[۱۲] برای این کار، به دلایل ایمنی معمولاً از یک گاز غیرآتشگیر مانند نیتروژن استفاده می‌شود.[۱۳]
  1. پیستونی:[انگلیسی ۲] از سامانه سیلندر و پیستونی با گاز نیتروژن استفاده می‌شود تا مطابق قوانین ترمودینامیک به سیال نیرو وارد شود و آن را وارد مدار کند.[۱۴]
  2. حبابی:[انگلیسی ۳] گاز و سیال در این آکومولاتورها با پوسته‌ای لاستیکی از هم جداشده‌اند. برای نصب و شارژ اولیه این آکومولاتورها که از گاز نیتروژن پر می‌شوند، گاز تا سرحد رسیدن به فشار مطلوب در داخل لاستیک وارد می‌شود. در زیر حباب لاستیکی یک نری فلزی تعبیه می‌شود تا در هنگام شارژ اولیه آکومولاتور از پارگی حباب در اثر برخورد با نقاط تیز دهانه بدنه خروجی آکومولاتور جلوگیری شود.[۱۵]
  3. دیافراگمی:[انگلیسی ۴] مشابه حبابی، اما جداسازی سیال و گاز با استفاده از یک دیافراگم لاستیکی انجام می‌پذیرد.
  4. یک‌قسمتی:[انگلیسی ۵] گاز و سیال از یکدیگر جدا نیستند.
2. وزنه‌ای:[انگلیسی ۶] این نوع شامل سیلندری است که در راستای عمود قرار دارد و بالای آن وزنه نصب شده‌است و به همین دلیل بر اثر نیروی گرانش، سیال را به مدار می‌دهد.[۱۶] چون نیروی وزن همواره بر اجسام وارد می‌شود، در تمام کورس حرکتی پیستون فشار ثابتی به سیال وارد می‌شود و این از مزایای این نوع است. به دلیل سخت‌بودن نصب وزنه‌های سنگین رایج، این دسته در صنعت کم‌کاربرد هستند.[۱۷]
3. فنری:[انگلیسی ۷] انرژی مورد نیاز برای راندن سیال به مدار از طریق نیروی فنر تأمین می‌شود. با ورود سیال به محفظه آکومولاتور، فنر جمع می‌شود و مطابق قانون هوک اندازه آن تغییر می‌کند و سپس با آزادشدن نیرویش سیال را وارد مدار می‌کند. فنرهایی که بتوانند نیروی مورد نیاز را وارد سازند معمولاً ابعاد بزرگی دارند. این آکومولاتورها به دلیل اندازه‌ای بزرگ در مقایسه با انواع دیگر آکومولاتور با ظرفیت یکسان، به‌ندرت استفاده می‌شوند.[۱۸]

## برابرهای انگلیسی
1. ↑  gas-charged
2. ↑  Piston
3. ↑  Bladder
4. ↑  Diaphragm
5. ↑  Nonseperated
6. ↑  Metal bellows type
7. ↑  Spring type

## یادکرد منابع
1. ↑  صدری افشار و  حکمی، ۸.
2. ↑  صدری افشار و  حکمی، ۸.
3. ↑  صدری افشار و  حکمی، ۸.
4. ↑  جانسون، ۱۵۷.
5. ↑  جانسون، ۲۶۳.
6. ↑  جانسون، ۱۵۷.
7. ↑  جانسون، ۱۵۷.
8. ↑  جانسون، ۱۵۸.
9. ↑  جانسون، ۱۶۰.
10. ↑  جانسون، ۱۶۰.
11. ↑  جانسون، ۱۵۹.
12. ↑  جانسون، ۱۵۷.
13. ↑  جانسون، ۱۵۸.
14. ↑  جانسون، ۱۵۸.
15. ↑  جانسون، ۱۵۹.
16. ↑  جانسون، ۱۶۰.
17. ↑  جانسون، ۱۶۱.
18. ↑  جانسون، ۱۶۰.